# Піски-Радьківські
Піски-Радьківські — село в Україні, у Борівській селищній громаді Ізюмського району Харківської області. Населення становить 1800 осіб. До 2020 орган місцевого самоврядування — Піско-Радьківська сільська рада. Відстань до центру громади становить близько 18 км і проходить автошляхом місцевого значення.

## Географія
Село Піски-Радьківські розташоване на кордоні з Лиманським районом Донецької області. Воно є на лівому березі Оскільського водосховища (річка Оскіл) в місці впадання в нього річки Карачови. Біля села на водосховищі велику затоку перегороджують декілька дамб. Поруч розташований великий лісовий масив — урочище Комарівська Дача (сосна). Через село проходить залізниця, станція Радьківські Піски.

## Історія
Піски-Радьківські було засновано в другій половині XVIII століття.
Село постраждало внаслідок геноциду українського народу, проведеного урядом СССР в 1932—1933 роках, кількість встановлених жертв у Пісках-Радьківських та Маліївці — 176 людей. Тоді в селі базувалася українська повстанська організація «Головний Штаб Національно-Повстанських Військ», яка весною-літом 1933 року боролася з грабіжницькими хлібозаготівлями та готувалася до масового повстання на півдні Харківщини з метою повалення радянської влади та відновлення Україною незалежності. 
12 червня 2020 року, відповідно до Розпорядження Кабінету Міністрів України № 725-р «Про визначення адміністративних центрів та затвердження територій територіальних громад Харківської області», увійшло до складу Борівської селищної громади.
19 липня 2020 року, в результаті адміністративно-територіальної реформи та ліквідації Борівського району, Борівська селищна громада увійшла до складу Ізюмського району Харківської області.
В ході контрнаступу в Харківській області 25 вересня 2022 року, село було звільнено від російських окупантів

## Населення
Згідно з переписом УРСР 1989 року чисельність наявного населення села становила 2906 осіб, з яких 1427 чоловіків та 1479 жінок.
За переписом населення України 2001 року в селі мешкало 2488 осіб.

### Мова
Розподіл населення за рідною мовою за даними перепису 2001 року:
| Мова       | Відсоток |
| ---------- | -------- |
| українська | 91,34 %  |
| російська  | 8,42 %   |
| білоруська | 0,08 %   |
| вірменська | 0,04 %   |
| молдовська | 0,04 %   |
| німецька   | 0,04 %   |

## Економіка
- Нептун, база відпочинку ВАТ ХЗТД (нині у приватній власності).
- База відпочинку підприємства «Харківські обласні теплові мережі.
- ПСП «Піски-Радьківські».
- Піско-Радьківський психоневрологічний інтернат.
- Оскільське державне виробниче сільськогосподарське рибоводне підприємство.

## Об'єкти соціальної сфери[9]
- Дитячий садок «Ромашка».
- Школа.
- Будинок інвалідів.

## Пам'ятки
- Кургани бронзової доби (знищені сільськогосподарською діяльністю)
- Церква Вознесіння Господнього.

## Відомі люди
- Муха Василь Миколайович (1988—2020) — командир відділення 37-го окремого мотопіхотного батальйону «Запоріжжя» 56 омпбр. Загинув під час ворожого обстрілу в зоні ООС у 2020 році.
- Саме сюди приїздив Остап Вишня (Павло Михайлович Губенко) та написав оповідання "Сом".